# ONEOR8
ONEOR8（わんおあえいと）は、田村孝裕、伊藤俊輔、今井千恵、恩田隆一、冨塚智、冨田直美、野本光一郎、和田ひろこ、山口森広の計9名で構成される劇団。
1997年（平成9年）3月に池袋の専門学校舞台芸術学院の演劇部本科47期の同級生10名が、卒業し旗揚げした。2001年よりほとんどの公演で外部からさまざまな個性の役者を客演で迎えている。2003年に初めて新宿THEATER TOPSに進出。自転車店、中華料理屋、幼稚園の職員室など、ありふれた日常的空間を舞台に、登場人物の多くは地味でどこか弱さのあるキャラクターで、普段は目を向けられることの少ない者や弱き者を打ち消すことなく、たとえほとんどセリフのない役であってもその内面の本質を見つめることを忘れない作風を見せている。2008年、過去に3公演客演として招かれ、近年は演出助手として劇団に古くから携わっていた伊藤俊輔が正式加入。

## メンバー
- 作・演出 
  - 田村孝裕
- 俳優
  - 伊藤俊輔
  - 今井千恵
  - 恩田隆一（主宰）
  - 冨塚智
  - 冨田直美
  - 野本光一郎
  - 和田ひろこ
  - 山口森広

## 主な出演番組
- サラリーマンNEOシリーズ（NHK総合）

## 主な公演
- 「まほろばにて、」（1998年、旗揚げ公演）
- ロンドンと巴里（第2回公演）
- 陽がまた昇る　また陽が暮れる（1999年、第3回公演）
- ニットキャップマン（第4回公演）
- シケモクと猿股（2000年、第5回公演）
- ひきずる裾、無い袖を振る。（第6回公演）
- 裸足（2001年、第7回公演）
- 一夏二夏（第8回公演）
- 秋うらら（第9回公演）
- garden（2002年、第10回公演）
- ゴールデンアワー（第11回公演）
- 春へと。（2003年、第12回公演）
- 鈴とファンファーレ（第13回公演）
- 最後の恐竜（2004年、第14回公演）
- 裸足（第15回公演、再演）
- Turkey（第16回公演）
- 29（2005年、第17回公演）
- ゼブラ（第18回公演）
- パレード（2006年、第19回公演）
- 電光石火（第20回公演）
- COLT GOVERNMENTS～コルトガバメンツ（2007年、劇団員男優4名によるB面公演）
- ゼブラ（第21回公演、再演）
- 莫逆の犬（2008年、第22回公演）
- 思い出トランプ（2008年、青山円形劇場提携ONEOR8プロデュース公演）
- バイエル（2009年、さよならシアタートップス最後の文化祭・短編公演）
- 躾（2009年）